# Вересна
Вересна (укр. Вересна, раньше также Вересня) — село на Украине, находится в Барановском районе Житомирской области.
Код КОАТУУ — 1820684202. Население по переписи 2001 года составляет 172 человека. Почтовый индекс — 12710. Телефонный код — 4144. Занимает площадь 6,11 км².

## Адрес местного совета
12710, Житомирская область, Барановский р-н, с.Мокрое